# Pugno a un pollice
Il pugno a un pollice è una tecnica delle arti marziali cinesi resa famosa da Bruce Lee. Essa consiste nello sferrare un pugno ad un bersaglio da una distanza tra 0 e 15 centimetri (cioè tra 0 e 6 pollici).

## Descrizione della tecnica
È comunemente ritenuto che la capacità nell'eseguire il pugno a un pollice venga dalla pratica del Wing Chun, ma in realtà essa è contenuta in diversi stili di arti marziali cinesi del Sud. In generale, le arti marziali cinesi del Sud contano soprattutto sulle tecniche di mano a breve o brevissima distanza (a differenza delle arti marziali cinesi del Nord, che focalizzano il proprio interesse soprattutto sui calci da media e lunga distanza). Siccome gli artisti marziali del Sud combattevano spesso molto vicino ai loro avversari, dovettero imparare un metodo per sferrare pochi colpi, toccando appena il loro avversario.
Per il pugno a un pollice occorre abilità nel fa jing per generare una tremenda quantità di forza d'impatto ad una distanza estremamente ravvicinata. Quando esegue il suo pugno a un pollice, il praticante è in piedi, con il suo pugno molto vicino al suo obiettivo (la distanza dipende dall'abilità del praticante; può variare da 0 a 15 cm circa). In un unico movimento esplosivo, le gambe si fissano, il giro vita ruota, le costole si espandono e il braccio si stende verso l'obiettivo. È importantissimo che tutto il corpo si muova all'unisono, altrimenti il potere sarà limitato. L'obiettivo in queste dimostrazioni varia, a volte è un praticante che ha un elenco telefonico sul petto, a volte tavole di legno che devono essere rotte.
Dal punto di vista fisico questa tecnica si può spiegare con il principio secondo cui un oggetto che ruota in modo che i suoi estremi abbiano una certa velocità lineare costante ha maggiore velocità di rotazione quanto più ridotte sono le sue dimensioni. Ad una maggior velocità di rotazione corrisponde, per un dato oggetto, una maggior momento della quantità di moto dei suoi punti e quindi all'impatto con un corpo viene impresso un maggior impulso angolare.
Il pugno a un pollice fu portato alla conoscenza popolare nel mondo occidentale dall'attore ed artista marziale Bruce Lee quando dimostrò la tecnica durante il Campionato internazionale di karate di Long Beach del 1964.